# Hamadă
A nu se confunda cu Hamada, oraș în Japonia!

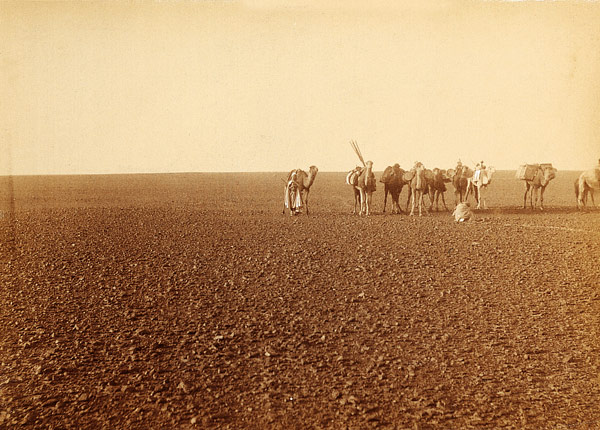
"Hamada neagră" din Tademaït, Algeria

Hamadă este un nume, provenit din arabă, pentru podișurile de piatră în deșerturile din zonele intertropicale.
Datorită diferențelor diurne mari de temperatură, se produce o intensă dezagregare a rocilor, iar datorită acțiunii vântului, produsele mai fine ale dezagregării sunt îndepărtate.
De aceea suprafața hamadei este acoperită numai de pietre colțuroase.
Astfel de tip geomorfologic este întâlnit în jurul masivelor muntoase Ahaggar, Tibesti din Sahara și în jurul orașului Riad.
Acest articol conține text din Dicționarul enciclopedic român (1962-1966), aflat acum în domeniul public.